# 耶基斯国家灵长类研究中心
耶基斯国家灵长类研究中心（Yerkes National Primate Research Center）是埃默里大学下属的研究机构，同时也是美国国立卫生研究院设立的七个灵长类研究中心之一。该中心位于佐治亚州亚特兰大市埃默里大学校园里。
该研究机构的主要研究范围包括传染性疾病、脑科学、行为科学等。其在HIV研究、阿尔兹海默症、灵长类动物的语言发展方面均有代表性成果。其中，为非人灵长类动物设计的耶基斯語即在该研究机构首次试验。
耶基斯国家灵长类研究中心是1930年由罗伯特·耶基斯于佛罗里达州橙园建立的，当时附属于耶鲁大学。1965年，该研究机构迁至埃默里大学的园区。现在，该研究所在市郊另有一个Field Station园区。